# ⱼ
ⱼ, appelé j en indice, j inférieur, est un symbole phonétique utilisé dans certaines versions de l’alphabet phonétique ouralique. Il est composé d’un j minuscule ‹ j › mis en indice.

## Représentations informatiques
La lettre modificative j en indice peut être représenté avec les caractères Unicode suivants (Latin étendu – C) :
| formes       | représentations | chaînes de caractères | points de code | descriptions                     | note                            |
| ------------ | --------------- | --------------------- | -------------- | -------------------------------- | ------------------------------- |
| modificative | ⱼ               | ⱼ                     | U+2C7C         | indice lettre minuscule latine j | codé pour le symbole phonétique |

## Sources
- (de) T.I. Itkonen, Koltan- ja kuolanlapin sanakirja, Helsinki, Suomalais-Ugrilainen Seura, coll. « Lexica Societatis Fenno-Ugricae » (no 15), 1958
- (en) Klaas Ruppel, Jack Rueter et Erkki Kolehmainen, Proposal for Encoding 3 Additional Characters of the Uralic Phonetic Alphabet (no L2/06-215, N3070), 7 avril 2006 (lire en ligne)